# شيروود ديكسون
شيروود ديكسون (بالإنجليزية: Sherwood Dixon)‏ هو سياسي أمريكي، ولد في 19 يونيو 1896 في ديكسون في الولايات المتحدة، وتوفي بنفس المكان في 17 مايو 1973. حزبياً، نشط في الحزب الديمقراطي.